# Baldwin Street

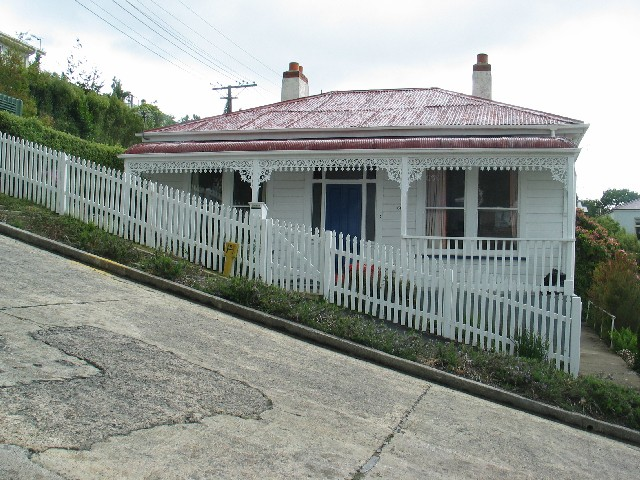
Baldwin Street

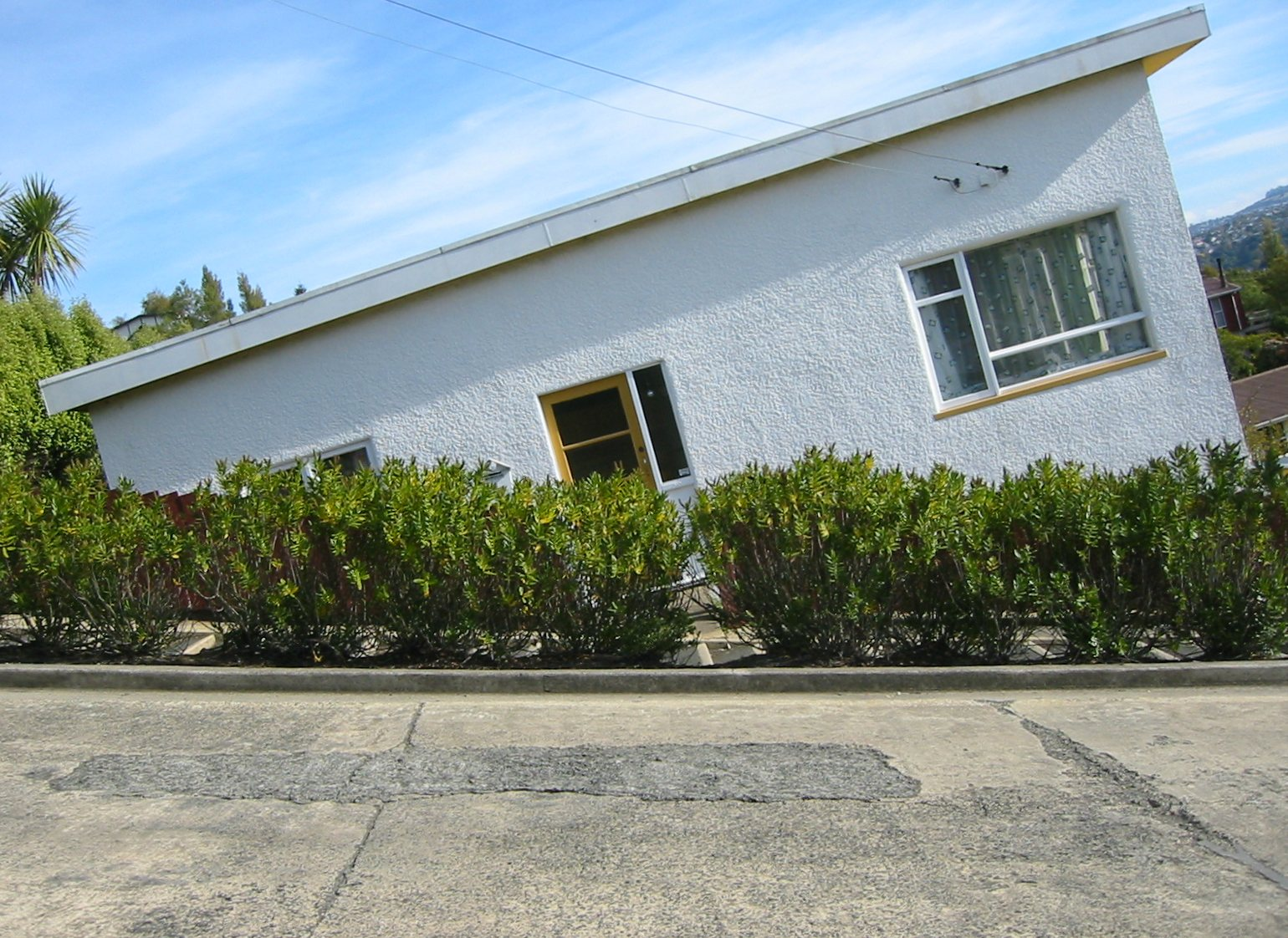
Baldwin Street med gatan vågrät

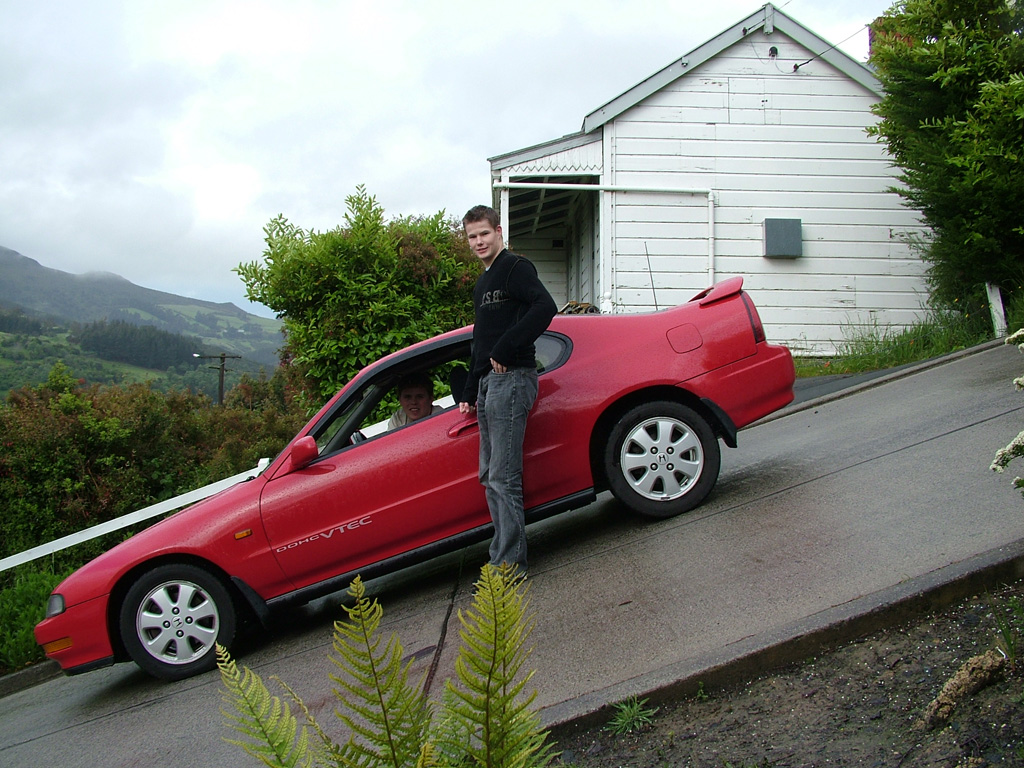
Bil parkerad på Baldwin Street

Baldwin Street är en gata som ligger 3,5 kilometer nordost om den nyzeeländska staden Dunedins centrum. Den är omkring 350 meter lång och är världens nästbrantaste väg efter Fford Pen Llech i Harlech i Wales.
Gatan går österut från dalen vid Lindsay Creek och upp längs sidan på Signal Hill. Dess lägre del har bara en svag lutning och är belagd med asfalt, men den övre delen är belagd med betong för att lättare klara underhållet (asfaltsolja rinner annars nerför backen under varma dagar) och för säkerheten under kalla vintrar. Som mest lutar Baldwin Street ungefär 1:2,86 (19 grader eller 35 procent) – vilket innebär att för varje 2,86 meter är höjdskillnaden 1 meter.
Gatans lutning var oavsiktlig. Liksom många andra delar av Dunedin och övriga Nya Zeeland, planerades gatorna i rutnät av Londonarkitekter, utan att hänsyn togs till topografin. I fallet med Baldwin Street och stora delar av Dunedins gatuplanering, ritades gatumönstret av Charles Kettle i slutet av 1800-talet. Gatan är namngiven efter William Baldwin, provinspolitiker och tidningsägare i Otago.
Även om Baldwin Street har karaktären av återvändsgränd så sammanbinds den vid toppen av en obelagd väg till Calder Avenue och Arnold Street som är obelagda i sina övre delar (där Baldwin Street är som brantast). Gatorna som går parallellt med Baldwin Street är också mycket branta; Arnold Street har kvoten 1:3,6, Dalmeny 1:3,7 och Calder Avenue 1:5,4.
Varje år sedan mitten av 1990-talet, vanligen i februari, hålls en löpartävling där deltagarna springer upp och sedan ner för backen. Tävlingen lockar omkring 1 000 deltagare.
Sedan 2002 hålls ett välgörenhetsevenemang i juli där över 10 000 apelsinglaserade chokladkulor rullas ut för gatan och där varje chokladkula sponsras av en person. Vinnaren får pris och intäkterna går till välgörande ändamål.
2001 dog en 19-årig student då hon och en kamrat försökte åka utför gatan i en rullande soptunna. Soptunnan kolliderade med en parkerad lastbil.